# 校賓
校賓(こうひん)とは、大学及び学校において、賓客として遇する者に対して贈呈する称号。学賓とも。

## 校賓の称号
校賓の称号は、主に早稲田大学及び大阪医科薬科大学において定める称号。特に早稲田大学では、大学の発展に寄与した者に贈呈する称号として、名誉博士に次ぐ顕彰として定めている。主な例では、大隈重信の孫　大隈信幸などが贈呈されている。あくまで名誉称号であり、日常的な式典の来賓などとは性格を異にする。